# Lenta.ru
Lenta.ru (rusă Лента.Ру; stizat LƐNTA·RU) este un site web de știri în limba rusă, bazat în Moscova, parte a holdingului Rambler Media Group. Este considerat a fi unul din cele mai populare resurse online de limbă rusă cu peste 600 de mii de vizitatori zilnic.
Centrul Berkman pentru Internet și Societate a făcut un studiu în 2010, din care reiese că Lenta.ru este cea mai des citată sursă în blogosfera rusă.

## Conducere
- Director general: Iulia Meender
- Editor-șef: Galina Timcenko
- Programator: Maksim Moșkov[4] (until 2009)[5]